# Révillon
Révillon ist ein Ort und eine ehemalige französische Gemeinde mit 67 Einwohnern (Stand: 1. Januar 2022) im Département Aisne in der Region Hauts-de-France.
Mit Wirkung vom 1. Januar 2016 wurde Révillon mit Longueval-Barbonval, Merval, Perles, Glennes, Vauxcéré und Villers-en-Prayères zur Commune nouvelle Les Septvallons zusammengeschlossen. Alle ehemaligen Gemeinden verfügen in der neuen Gemeinde über den Status einer Commune déléguée.

## Lage
Nachbarorte sind Villers-en-Prayères im Nordwesten, Maizy im Nordosten, Glennes im Südosten, Merval im Süden und Serval und Longueval-Barbonval im Südwesten.

## Bevölkerungsentwicklung
| Jahr      | 1962 | 1968 | 1975 | 1982 | 1990 | 1999 | 2008 | 2015 |
| --------- | ---- | ---- | ---- | ---- | ---- | ---- | ---- | ---- |
| Einwohner | 63   | 60   | 53   | 29   | 41   | 41   | 65   | 71   |

## Sehenswürdigkeiten
- Kirche Saint-Hilaire
- Herrenhaus (Manoir de Révillon), seit 1927 Monument historique

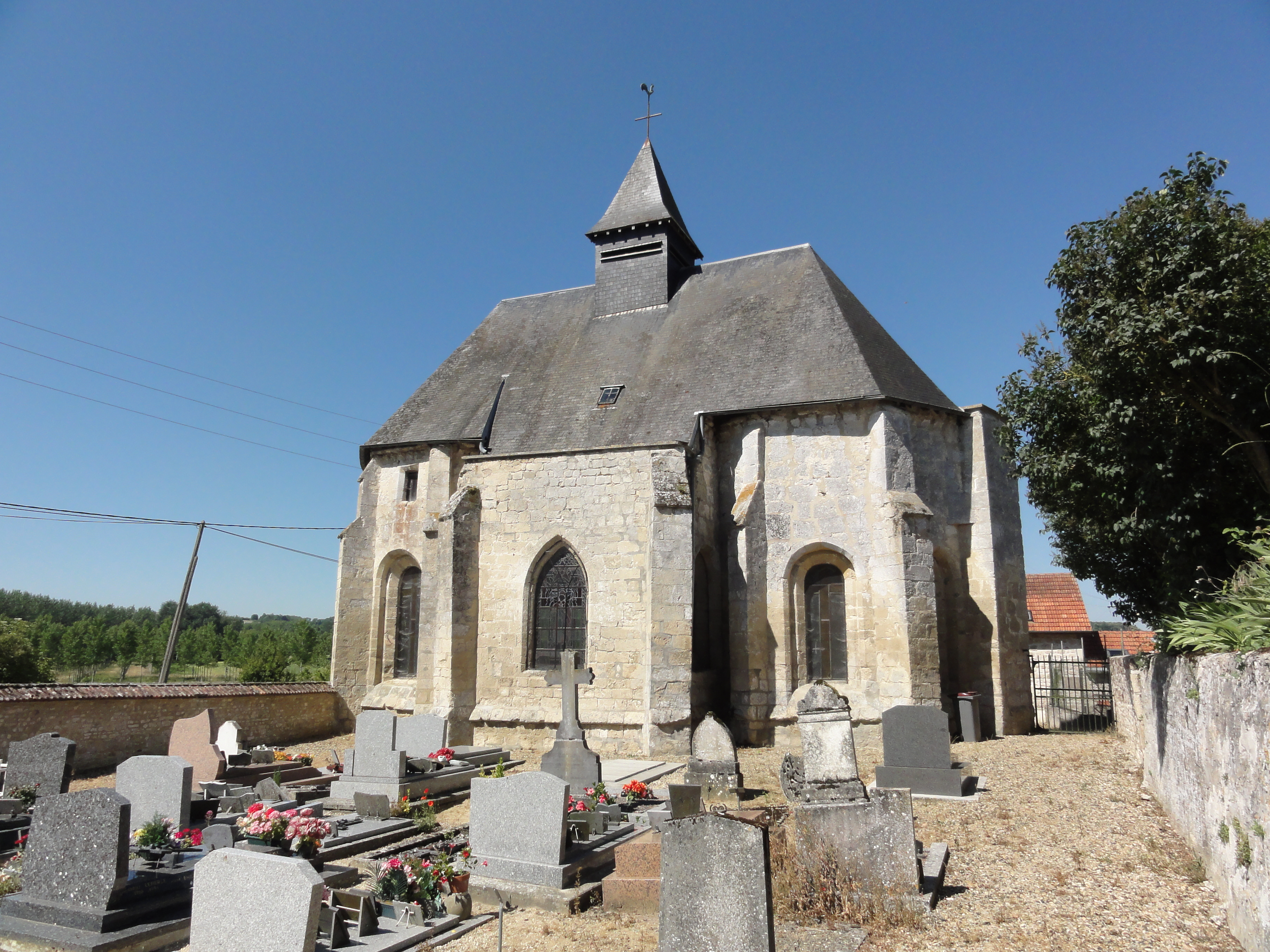
Kirche Saint-Hilaire